# 11043 Пеппінґ
11043 Пеппінґ (11043 Pepping) — астероїд головного поясу, відкритий 25 грудня 1989 року.
Тіссеранів параметр щодо Юпітера — 3,503.